# Karbonsemlegesség

## Karbonsemlegesség
A karbonsemlegesség rendszerint azt jelenti, hogy egy cég a tevékenységei során vagy egy egyén az életmódja során a lehető legkisebbre csökkentette karbonlábnyomát, majd a maradék karbonkibocsátásokat ellentételezte (kiegyenlítette). Karbonsemleges lehet egy termék, szolgáltatás, rendezvény stb. is azáltal, hogy a kapcsolódó karbonkibocsátásokat ellentételezzük.
A karbonkibocsátásokat úgy lehet ellentételezni, azaz kiegyenlíteni, hogy olyan zöld projekteket támogatunk utólag, önkéntes karbonkreditek megvásárlása révén, amelyek harmadik fél által igazoltan üvegházhatású gáz kibocsátásokat kerültek el vagy kötöttek meg.
A karbonkibocsátások elkerülése általában olyan megújuló energiás (szél-, víz- biomassza és naperőművek stb.) projektek révén történik, amelyek fosszilis (szén, kőolaj, földgáz) energia felhasználást váltanak ki, de a metánkibocsátások elkerülhetőek például hulladékgazdálkodási technológiaváltással vagy a dinitrogén-oxid kibocsátások a műtrágya használat kiváltásával. Sőt, a népességrobbanás megfékezését elősegítő projektek is segítenek a kibocsátások elkerülésében (pl. a fogamzásgátlási lehetőségek megteremtése révén). A tudományos kutatások alapján a nem kívánt nemzések megelőzésé valójában a leghatékonyabb egyéni klímavédelmi módszernek számít. A szén-dioxid kibocsátásokat lehetőség van megkötni is, például talajművelési technológia cserét vagy erdőtelepítést megvalósító projektek révén.
Ahány tonna üvegházhatású gáz kibocsátástól óvja meg egy zöld projekt a környezetet, annyi darab – nemzetközi minősítő szervek által hitelesített – karbonkredit kerülhet a birtokunkba, melyeket megvásárolva pontosan a saját kibocsátásunkkal arányos mértékben támogatjuk a zöld projekt működését.
A karbonsemlegesség nem egyenlő a klímasemlegességgel. Pl. a biomassza esetén a kivágott fák helyére ültetett fák 60-90 év múlva veszik vissza a szén-dioxidot a légkörből, a klímaváltozásban viszont a következő tíz évben kell lehető legkisebbre csökkenteni az emissziót. Ha a pelletet most akkor égetjük el, amikor a szén-dioxid kibocsátást gyorsan kellene csökkenteni, akkor ez nem lesz klímasemleges.  A biomassza létjogosultságát a fahulladék újrahasznosítása adja.